# Абу Гош
Абу-Гош е малко село до Йерусалим. Населението му е 7332 души (по приблизителна оценка от декември 2017 г.).

## История
За произхода на едноименния клан, който го населява, има различни теории; някои историци вярват, че те произлизат от източна Европа, други мислят, че произходът им е от кръстоносци от Третия кръстоносен поход, дошли заедно с Ричард Лъвското сърце (може би защото голяма част от тях са руси със сини очи). Членове на семейство и други историци, твърдят, че произходът им е от Арабския полуостров.
Имало 4-ма братя емири от Йемен, които отишли в Египет и оттам отишли в Палестина с османския султан Сюлейман I, който им поверил поклонническия маршрут до Светите места в Ерусалим.
Абу-Гош са се заселили в шестнадесети век по планините на Ерусалим, на около 10 км западно от град Ерусалим, където те все още живеят. Няма съмнение, че Абу-Гош са се свързали с палестинския народ, както и с потомците на кръстоносците, които също са живели в този район по това време, чрез сключване на смесени бракове.
Археологическите разкопки показват, че мястото, където живеят Абу-Гош е едно от най-древните населени места в южната част на Леванта. Това място се е наричало „Кирят Йе‘Арим“, което на иврит означава „Град на горите“. След ислямските завоевания мястото се нарича „Кирят Ал Инаб“. Това място през 18 век приема името на семейството „Кирят Абу-Гош“.
Мястото се нарича просто „Абу-Гош“ и е малък палестински град, населен с мюсюлмани, близо до Йерусалим. По-голямата част от жителите му днес са потомци на старото феодално семейството от 16 век.
След обявяването на британския мандат на Палестина през 1920 г., основното опасение на един от най-големите земевладелци в Палестина и член на клана Саид Абу-Гош е била британската окупация. Той предлага неограничена финансова и военна помощ на палестински бойци, за да се борят с британците. Той е известен също с това, че закупува земя във всички части на Палестина, за да се избегне тя да попадне в ръцете на евреите, което го прави един от най-големите собственици на земя в Палестина по това време. Причината да не иска евреите да придобиват земя са били слуховете, които се разпространявали около Декларацията на Балфур от 1917 г. (обещание, дадено от британското правителство към ционистите, да се създаде тяхна родина в Палестина). Саид Абу-Гош умира през 1936 г. и е погребан в имението си.
След 1948 голяма част от жителите напускат селото уплашени от еврейската инвазия, като по-късно повечето от тях се връщат, но близките на Саид Абу-Гош остават в Западния бряг на река Йордан, тъй като Израел не им позволява да се върнат и присвоява земите им, като дори взима наем за тях от местните жители.
По-късно някой от потомците на прокудените семейства се присъединяват към ООП.
Днес неговите жители са араби с израелски паспорт, които живеят в мир с евреите.
Основен техен поминък е туризъм и ресторантьорство.